# Organisation professionnelle agricole en France
Pour les articles homonymes, voir OPA.
 (juin 2019).
Si vous disposez d'ouvrages ou d'articles de référence ou si vous connaissez des sites web de qualité traitant du thème abordé ici, merci de compléter l'article en donnant les références utiles à sa vérifiabilité et en les liant à la section « Notes et références ».
Les organisations professionnelles agricoles (OPA) rassemblent l'ensemble des structures créées ou gérées par et pour les agriculteurs.
Les organisations professionnelles agricoles peuvent être scindées en grandes catégories : syndicalisme, coopération, crédit et mutualité, développement, chambres d’agricultures.

## Syndicalisme
Les syndicats agricoles représentatifs, la Fédération nationale des syndicats d'exploitants agricoles (FNSEA), les Jeunes agriculteurs (JA), la Coordination rurale (CR), la Confédération paysanne et son réseau et le Mouvement de défense des exploitants familiaux (MODEF).

## Conseil de l'agriculture française
Le Conseil de l'agriculture française est composé de syndicats, coopératives et mutuelles :
- la Fédération nationale des syndicats d'exploitants agricoles (FNSEA) et son réseau,
- les Jeunes agriculteurs (JA) et son réseau,
- la Confédération nationale de la mutualité, de la coopération et du crédit agricoles (CNMCCA) et ses composantes, dont :
  - la Mutualité sociale agricole (MSA) et son réseau,
  - le Crédit agricole et son groupe,
  - Groupama et son groupe,
  - les Sociétés coopératives agricoles, unions et fédérations de coopératives agricoles.

## Chambres d'agriculture
L'Assemblée permanente des chambres d'agriculture (APCA) est membre associé au Conseil de l'agriculture française :
- l'Assemblée permanente des chambres d'agriculture,
- les chambres régionales d'agriculture,
- les chambres départementales d'agriculture.

## Autres
D'autres organisations professionnelles agricoles en France sont créées à l'instigation du syndicalisme :
- Agence française pour le développement et la promotion de l'agriculture biologique (Agence bio),
- Association de développement, d'aménagement et de services en environnement et en agriculture (ADASEA),
- Association de gestion et de comptabilité (AGC),
- Association nationale pour l’emploi et la formation en agriculture (ANEFA),
- Contrôle laitier,
- Corporation paysanne,
- Confédération générale de l’agriculture
- Fédération des associations pour le développement de l'emploi agricole et rural (FADEAR),
- Fédération nationale des centres d’initiatives pour valoriser l’agriculture et le milieu rural (FNCivam),
- Fédération nationale d'agriculture biologique (FNAB),
- Fédération nationale des associations des salariés agricoles pour la vulgarisation et le progrès agricoles[1],
- Fonds d’assurance formation des salariés de l’agriculture (Fafsea)[1],
- Groupe Agrica,
- Groupement de défense contre les organismes nuisibles,
- Groupement de défense sanitaire (GDS),
- Mouvement rural de jeunesse chrétienne (MRJC),
- Institut technique de l'agriculture biologique (ITAB),
- Société d'aménagement foncier et d'établissement rural (SAFER),
- Presse agricole départementale.

## Courants de pensés
Les organisations professionnelles agricoles sont traversées par plusieurs courants de pensés,
- Société des agriculteurs de France (SAF), Agridées depuis 2018,
- Société nationale d’encouragement à l'agriculture (SNEA) créée en 1880,
- Confédération générale des vignerons du Midi (CGV) créée en 1907.